# Semlower Straße 18 (Stralsund)

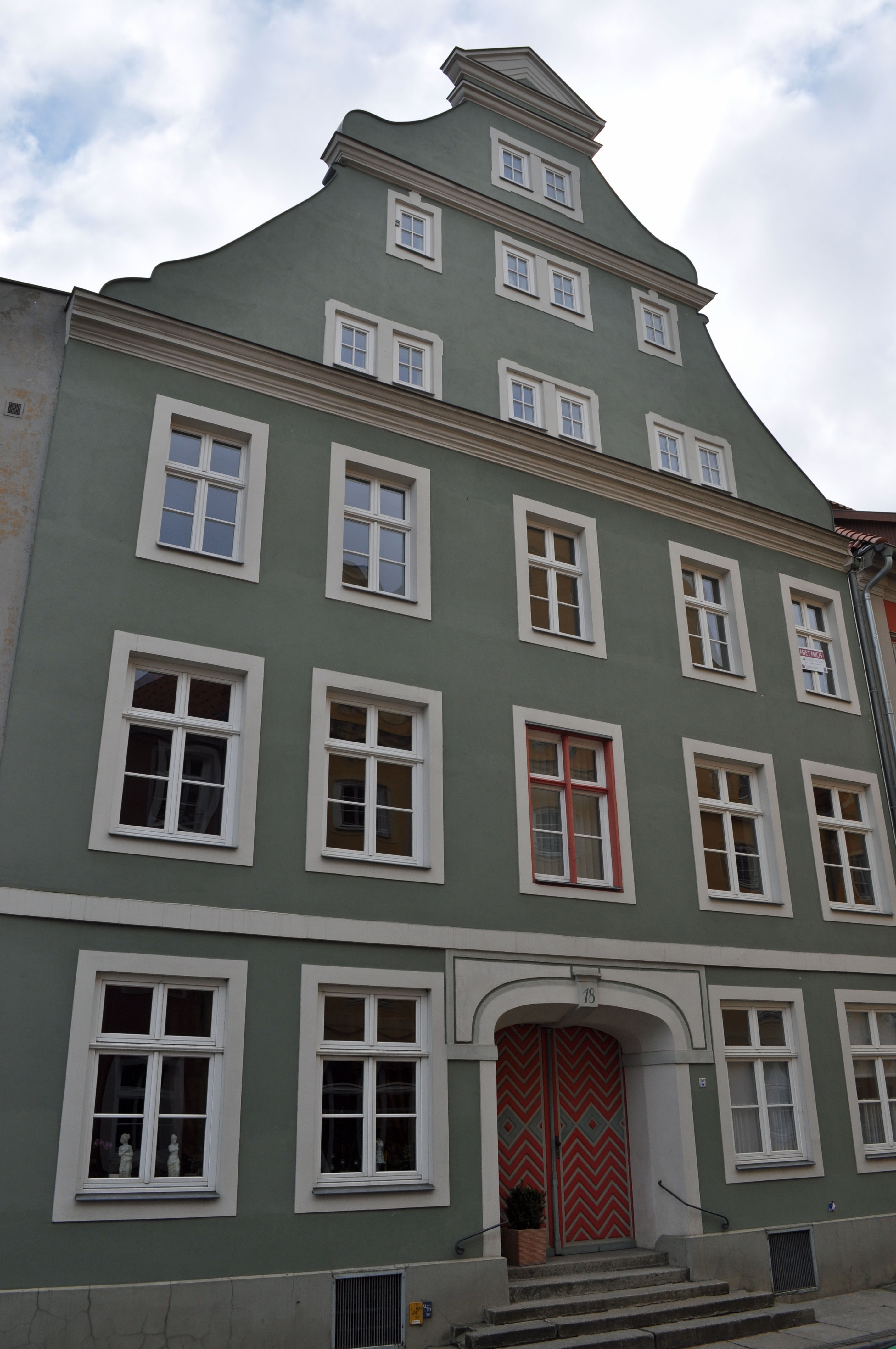
Das Haus Semlower Straße 18 in Stralsund (2012)

Das Gebäude mit der postalischen Adresse Semlower Straße 18 ist ein denkmalgeschütztes Bauwerk in der Semlower Straße in Stralsund.
Der dreigeschossige und fünfachsige, giebelständige Putzbau mit Schweifgiebel wurde in der ersten Hälfte des 18. Jahrhunderts errichtet.
Die Fassade ist schlicht gestaltet. Der Schweifgiebel über dem kräftigen Hauptgesims ist durch ein weiteres Gesims unterteilt. Die zweiflügelige Haustür im Korbbogen-Portal weist die ursprüngliche Rautengliederung auf.
Das Haus liegt im Kerngebiet des von der UNESCO als Weltkulturerbe anerkannten Stadtgebietes des Kulturgutes „Historische Altstädte Stralsund und Wismar“. In die Liste der Baudenkmale in Stralsund ist es mit der Nummer 708 eingetragen.